# Punta San Matteo
Punta San Matteo – szczyt w Masywie Ortleru w Alpach Retyckich. Góra ta leży w Lombardii, w północnych Włoszech. W czasie I wojny światowej miała tu miejsce bitwa pod San Matteo.

## Informacje
Punta San Matteo należy „grupy Ortles-Cevedale” znajdującej się we włoskim parku narodowym Stelvio. Góra San Matteo jest na czwartym miejscu pod względem wysokości gór w parku. Ze szczytu rozciąga się niezwykły widok na pozostałe pasma górskie w regionie, tj. m.in. Gran Zebru (Koning-spitze), Ortles (Ortler). Jako pierwsi 28 czerwca 1865 roku szczyt zdobyli Anglicy Tuckett, Freshfield, Backhouse i Fox wraz ze szwajcarskimi przewodnikami Devouassoud i Michelem. San Matteo swoją nazwę zawdzięcza Juliusowi Payerowi, który wszedł na górę z przewodnikiem Johannem Pinggera 21 września 1867 roku. Podczas wyprawy na wysokości 250 m zerwał się gzyms, ale obaj przeżyli wypadek. 